# Paul Geleff
Paul (Poul, Povl) Johansen Geleff (født 6. januar 1842 i Bredebro, død 16. maj 1928 på Capri) var en dansk socialistisk pioner, uddannet som lærer og i en årrække udgiver af bladet Heimdal. Sammen med Louis Pio og Harald Brix var med til at oprette Socialdemokratiet i 1873. I sommeren 1871 havde de tre oprettede en dansk afdeling af 1. Internationale.

## Liv og karriere
Geleff var søn af husmand og kniplingskræmmer Johannes Jensen Geleff (1775-1852) og Silla Marie, født Styrck (1802-1850), faren havde tjent mange penge på kniplingshandelen, men mistet dem igen under krise- og statsbankerotten i begyndelsen af 1800-tallet. Forældrene fik i alt to drenge. Pauls bror var landkøbmand på Sundeved.
Geleff tog skolelærereksamen i 1864, virkede derefter i et par år som lærer, slog senere ind på journalistikken og udgav en tid bladet »Heimdal« i Ribe og senere et blad af samme navn i København. I 1871 kom han i forbindelse med Louis Pio og blev snart sammen med ham og Brix bestyrelsesmedlem i den nystiftede »internationale Arbejderforening for Danmark« samt medleder af foreningens organ, »Socialisten«. Det var væsentlig Pio, som gav den socialistiske bevægelse i Danmark dens karakter, og Geleff, der ikke besad noget selvstændigt kendskab til socialismens historie og teori, fulgte det af ham angivne spor. Imidlertid fik han, både som journalist og navnlig ved sin virksomhed som rejseagitator, en ikke ringe betydning for bevægelsen.
I anledning af, at Geleff, i forbindelse med de øvrige bestyrelsesmedlemmer, havde udstedt opfordring til deltagelse i et på Fælleden til 5. maj 1872 berammet folkemøde, mod hvilket politiet havde udstedt forbud, arresteredes han sammen med sine to ovennævnte kollegaer og dømtes for forsøg på ved vold at forandre den bestående statsforfatning ved højesteretsdom til forbedringshusarbejde i 3 år. Sit ophold i fængslet skildrede Geleff i fremstillingen: «Under Laas og Lukke» (1876). I 1875 blev han løsladt og genoptog nu sin tidligere virksomhed som medleder af den socialistiske bevægelse, indtil han med politiets bistand den 23. marts 1877 sammen med Pio hemmeligt forlod landet og begav sig til Amerika, hvor han siden virkede dels som agent for landsalg, dels som journalist. Om denne rejse og det snart efter skete brud med Pio udgav Geleff en for begge lidet smigrende beretning i en lille piece: «Den rene, skære Sandhed om Louis Pio og mig selv» (1877).
- Gravsted på Capri
- Mindetavle på 3Fs bygning, Tømmergangen 5 i Ribe

## Notater
1. ↑  Glimt fra den danske arbejderbevægelses fremkomst og tidens gang - perbenny.dk